# Samuel James Renwick McMillan

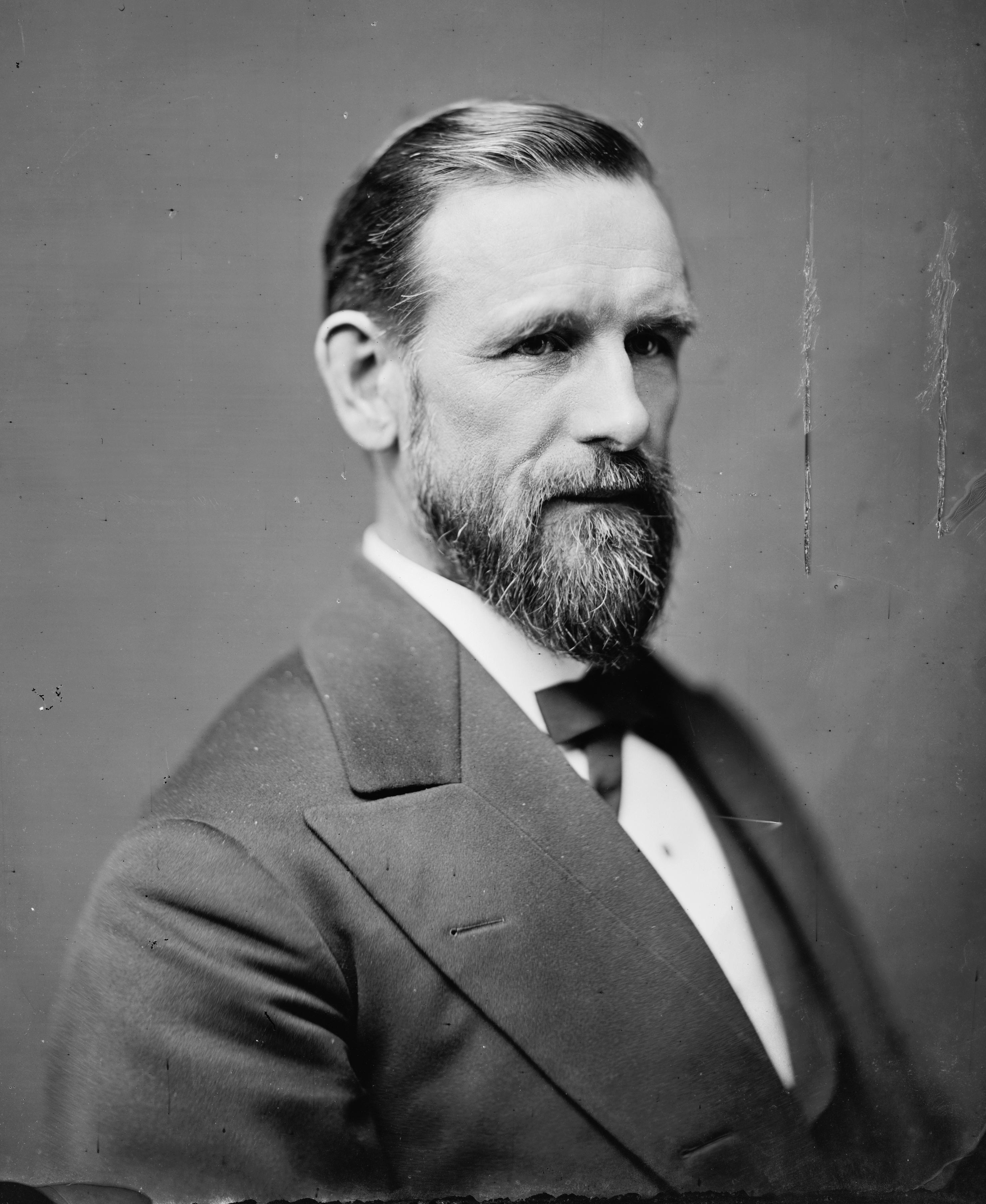
Samuel James Renwick McMillan

Samuel James Renwick McMillan (* 22. Februar 1826 in Brownsville, Fayette County, Pennsylvania; † 3. Oktober 1897 in Saint Paul, Minnesota) war ein US-amerikanischer Jurist und Politiker (Republikanische Partei), der den Bundesstaat Minnesota im US-Senat vertrat.
Nach dem Besuch einer privaten Vorbereitungsschule machte Samuel McMillan im Jahr 1846 seinen Abschluss am Duquesne College in Pittsburgh. Im Anschluss studierte er die Rechtswissenschaften, wurde 1849 in die Anwaltskammer aufgenommen und begann als Jurist in Pittsburgh zu praktizieren. 1852 zog er nach Minnesota, wo er zunächst in Saint Paul und später in Stillwater als Anwalt tätig war; im Jahr 1856 ließ er sich dann dauerhaft in Saint Paul nieder.
Von 1858 bis 1864 amtierte McMillan als Richter des ersten Gerichtsbezirks von Minnesota. Während des Sioux-Aufstandes von 1862 diente er im Rang eines Second Lieutenant in den Grenztruppen von Stillwater. 1864 wurde er dann zum beigeordneten Richter am Minnesota Supreme Court ernannt; später erfolgte auch die reguläre Wahl in dieses Amt, in dem er 1871 bestätigt wurde. Schließlich stieg er 1874 zum Chief Justice des Gerichtshofes auf, wobei er diese Funktion aber nur ein Jahr bis zu seinem Rücktritt ausübte.
Er verzichtete auf den Richterposten, nachdem er für die Republikaner in den Senat der Vereinigten Staaten gewählt worden war. In Washington, D.C. trat McMillan am 4. März 1875 die Nachfolge von Alexander Ramsey an; er verblieb dort nach einer Wiederwahl im Jahr 1881 bis zum 3. März 1887. Auf eine erneute Kandidatur verzichtete er im Jahr 1886. Während seiner Zeit im Senat stand er unter anderem dem Committee on Claims und dem Committee on Commerce vor.
McMillan kehrte nach seiner Zeit im Kongress nach Saint Paul zurück und arbeitete dort bis zu seinem Tod im Oktober 1897 wieder als Anwalt.